# Rileya carinaegaster
Rileya carinaegaster är en stekelart som beskrevs av Subba Rao 1978. Rileya carinaegaster ingår i släktet Rileya och familjen kragglanssteklar. Inga underarter finns listade i Catalogue of Life.